# Arruda pectinata
Arruda pectinata is een hooiwagen uit de familie Gonyleptidae. De wetenschappelijke naam van Arruda pectinata gaat terug op Mello-Leitão.